# Nicolas Keckeisen
Nicolas Keckeisen (* 13. August 2001 in Ravensburg) ist ein deutscher Fußballspieler.

## Karriere
Keckeisen begann seine Karriere beim SV Vogt. Zur Saison 2011/12 wechselte er zum FV Ravensburg. Zur Saison 2016/17 schloss er sich dem SC Freiburg an, bei dem er bis zu den A-Junioren spielte. Von 2017 bis 2020 besuchte er die Max Weber-Schule in Freiburg. Zur Saison 2020/21 wechselte er zum Regionalligisten FV Illertissen. In der Saison 2019/21 kam er zu drei Einsätzen in der Regionalliga Bayern, ehe die Saison COVID-bedingt abgebrochen wurde. In der Saison 2021/22 absolvierte er 25 Partien, in denen er ein Tor erzielte.
Im Juli 2022 wechselte Keckeisen zum österreichischen Zweitligisten FC Admira Wacker Mödling, bei dem er einen bis Juni 2024 laufenden Vertrag erhielt. Sein Debüt in der 2. Liga gab er im selben Monat, als er am zweiten Spieltag jener Saison gegen den Grazer AK in der Halbzeitpause für Thomas Ebner eingewechselt wurde. Insgesamt kam er für die Admira zu 41 Zweitligaeinsätzen.
Nach seinem Vertragsende in der Südstadt wechselte Keckeisen zur Saison 2024/25 nach Tschechien zum Erstligisten Dynamo Budweis. Die ersten drei Ligaspiele der Saison 2024/25 bestritt er dort jeweils in der Startelf; Ende August 2024 wurde sein Vertrag jedoch wieder aufgelöst. Nach vorübergehender Vereinslosigkeit verpflichtete ihn daraufhin im Oktober 2024 der FC Vaduz für seine Mannschaft in der Schweizer Challenge League.